# 福井健三郎
福井 健三郎（ふくい けんざぶろう、1966年12月8日 - ）は、日本のプロアングラーである。巨大魚ロウニンアジ（ジャイアントトレバリー、通称GT）釣りの第一人者として知られ、鹿児島県奄美大島を拠点に活動している。シマノのソルトウォーター分野におけるインストラクターを務めるほか、奄美大島のGTフィッシングガイド船「ビッグディッパー」の船長でもある。その卓越したGT釣りの技術は、国内外で高く評価されている。

## 経歴
神奈川県横浜市出身。若い頃は釣りの経験がほとんどなかったが、約30年前にロウニンアジと出会い、GTゲームに傾倒した。当初は鹿児島県トカラ列島でダイビングガイドになることを志し、GTウォッチング（ロウニンアジ観察）を行う予定だったが、自らGTを釣る魅力に引き込まれ、トカラ列島宝島に移り住み釣りに専念する道を選んだ。
その後、奄美大島へ拠点を移し、本格的にGTフィッシングのキャリアを積み始める。GTゲーム開始から最初の一尾を釣り上げるまでに、延べ280日間にわたる釣行を重ねる修練を経て、大物釣り師としての土台を築いた。当初は陸っぱり（磯釣り）中心だったが、後に自身の遊漁船「ビッグディッパー」を立ち上げ、オフショアからのGTキャスティングに取り組むようになる。シマノとはプロスタッフ契約を結び、新製品のテストや開発協力などにも携わっている。

## 実績
福井は日本におけるGTフィッシングの開拓者的存在であり、多くの愛好家から「GTのカリスマ」と称されている。公式な釣り大会への出場記録は少ないが、国内外で数々の大物GTを釣り上げ、GTの世界記録（IGFA）を4部門で保持している。50kgを超えるロウニンアジのキャッチも多数記録している。
メディア出演も多岐にわたり、2008年から2010年にかけてBS-TBSで放送された釣り紀行番組『地球!夢の楽園紀行〜fishing traveler〜』では、ケニア、トンガ王国、グアテマラなど世界各地でのGTフィッシングの様子が紹介された。また、BS-TBSの釣り番組『釣り百景』では、歌手・清木場俊介とともに奄美大島でGTを狙う回に出演し、案内役を務めた。さらに、釣り専門チャンネル「釣りビジョン」の番組『GTに人生を捧げた男』（2022年）でも単独で特集されている。
技術面では、自身の豊富な経験を活かして釣具開発にも寄与している。シマノから発売されたGT用大型ルアー「オシアボムスロットル200F フラッシュブースト」には福井の提案が取り入れられ、未知のポイントを効率的に探れる設計となっている。また、同ルアーの特定カラー「Aレッドコーチ」も福井の要望により開発されたものである。

## 釣りスタイルと影響
福井は一貫してロウニンアジ釣りに情熱を注ぎ、パワフルかつ魚への敬意を重んじるスタイルで知られる。釣り上げた魚を大切に扱い、リリースを重視する姿勢を貫き、「美しい海、そして魚を未来へ繋ぐ」という理念を実践している。
釣果を追求する中でもフィッシングマナーの啓蒙に努めており、過度な乱獲や釣り場環境への配慮を呼びかけている。自身の使用するルアーには可能な限りシングルフック（一本針）を装着し、魚体へのダメージを最小限に抑える工夫を徹底している。豪快なファイトスタイルと繊細な資源管理の両立は、GTゲームにおける模範的な姿勢として多くの釣り人に影響を与えている。
また、ロックショア（磯釣り）とオフショア（船釣り）の双方で高い技術を有し、状況に応じたタックル選択やファイト術にも定評がある。現在も国内外のフィールドへ精力的に遠征を続け、探求を続けている。